# Semenke
Seménke (znanstveno ime Spermatophyta) (imenovane tudi fanerogame) so tiste rastline, ki tvorijo semena. So podskupina cevnic oz. kopenskih rastlin. Današnje semenke obsegajo pet skupin: 
- sagovci (Cycadophyta), skupina subtropskih in tropskih rastlin z veliko krošnjo sestavljenih listov in močnim deblom,
- ginkovci (Ginkgophyta), danes živeča vrsta iz te skupine je samo dvokrpi ginko,
- iglavci (Pinopsida), drevesa in grmi z iglicami,
- gnetovci (Gnetophyta), olesenele rastline iz rodov Gnetum, Welwitschia in Ephedra, ter
- kritosemenke (Angiospermae, Magnoliophyta), velika skupina številnih poznanih rastlin iz zelo različnih habitatov.

Uspevajo tudi na sušnejših območjih, saj za razliko od manj razvitih rastlin za njihovo razmnoževanje voda več ni nujno potrebna - celice ne plavajo. Rastejo tako v morju, sladkih vodah in na kopnem.
Pri metagenezi semenk prevladuje sporofit, gametofit obsega le nekaj celic.

### Medsebojna razmerja in terminologija
Semenke so tradicionalno delili v kritosemenke (angiosperme) in golosemenke (gimnosperme), sem pa so spadali gnetovci, sagovci, ginkovci in iglavci. Danes menimo, da so se kritosemenke razvile iz golosemenskega prednika, kar bi ob upoštevanju izumrlih taksonov pomenilo, da so parafiletska skupina. Čeprav niso monofiletska taksonomska enota, se še vedno veliko uporabljajo za ločevanje od kritosemenk.
Molekularnofilogenetski in morfološki podatki so si pri vprašanju, ali so današnje golosemenke monofiletska skupina, navzkriž. Nekateri morfološki podatki kažejo, da so gnetovci sorodna skupina kritosemenk, molekularnofilogenetski podatki pa v splošnem razkrivajo klad golosemenk, v katerem so gnetovci sorodna skupina iglavcev.
Po tradicionalni klasifikaciji spadajo vse semenke v eno samo deblo, ki obsega pet razredov:
- Deblo Spermatophyta
  - Cycadopsida, sagovci
  - Ginkgoopsida, ginkovci
  - Pinopsida (»Coniferopsida«), iglavci,
  - Gnetopsida, gnetovci
  - Magnoliopsida (»Angiospermopsida«), kritosemenke

Poleg zgoraj navedenih taksonov vsebujejo fosilni zapisi podatke o številnih izumrlih taksonih semenk. Pteridospermae (»praproti s semeni«), katerih gozdovi so prevladovali v poznem paleozoiku, so bile ena najzgodnejših uspešnih skupin kopenskih rastlin. V permu je bil najuspešnejši rod dreves na stari nadcelini Gondvani rod Glossopteris. Do začetka triade se je ekološki pomen pteridosperm zmanjšal in so do konca krede, ko so se razširile kritosemenke, prevladovale predstavnice današnjih skupin golosemenk.
Razmnožujejo se s fotosintezo.
Po sodobnejši klasifikaciji so te skupine samostojna debla (včasih združene v naddeblo Spermatophyta):
- Cycadophyta, sagovci
- Ginkgophyta, ginkovci
- Pinophyta, iglavci
- Gnetophyta, gnetovci
- Magnoliophyta, kritosemenke